# Hao Yi
Hao Yi – chiński judoka.
Uczestnik mistrzostw świata w 1995 i 1997. Brązowy medalista igrzysk azjatyckich w 1994 roku.